# Шумилов, Василий Ильич
Василий Ильич Шумилов (род. 14 августа 2003, Пермь) — российский хоккеист, защитник.

## Биография
Начинал играть в хоккей в четыре года в пермском «Молоте». Первой тренер Сергей Смертин, в школе — Василий Викторович Чернышёв. В сезоне 2015/16 перешёл в «Салават Юлаев». С сезона 2019/20 стал играть за команду МХЛ «Толпар». 8 июня 2023 года был обменян в «Северсталь» на Семёна Луговяка. В сентябре — октябре провёл 11 матчей в КХЛ, затем выступал за «Алмаз» в МХЛ и за «Буран» Воронеж в ВХЛ. 16 мая 2024 года был обменян на Марка Марина в нижегородское «Торпедо». Сезон 2024/25 начал в команде ВХЛ «Торпедо-Горький».